# Parietaria judaica
Espèce
Statut de conservation UICN

 LC  : Préoccupation mineure
Parietaria judaica, la Pariétaire de Judée, Pariétaire diffuse ou Pariétaire des murs, est une espèce de plantes à fleurs de la famille des Urticaceae.
C'est une plante herbacée vivace.
Très présente en ville, saxicole, elle est encore surnommée épinard de murailles. Elle s'accroche à toutes sortes de parois et sa floraison est peu voyante.
Comme celui de l'espèce proche Parietaria officinalis, son pollen est très allergisant.

## Nomenclature et étymologie
L’espèce a été décrite et nommée Parietaria judaica par Linné en 1756 dans Flora Palaestina 32.
Le nom de genre Parietaria est un emprunt au latin du nom d’une plante croissant sur les murs, dérivé de paries, génitif parietis, « mur ».
L’épithète spécifique judaica est un emprunt au latin, signifiant « de Judée ».

## Synonymie
Selon Tropicos, les synonymes sont:
- Parietaria diffusa Mert. ex W.D.J. Koch
- Parietaria jaxartica Pavlov
- Parietaria officinalis L.
- Parietaria officinalis subsp. judaica (L.) Bég.
- Parietaria ramiflora Moench

## Description
La Pariétaire de Judée est une plante vivace, ligneuse à la base, au port ramifié et couché-ascendant, de 20 à 40 cm de haut.
La tige de 1,5–3 mm de diamètre (alors que celle de P. officinalis est de 3–6 mm) est rameuse, de couleur généralement rougeâtre et porte de fins poils mous, lui donnant une teinte grise.
Les feuilles sont alternes, pétiolées, à limbe ovale à  lancéolé-elliptique, d’un vert foncé brillant, avec un apex brusquement acuminé à longuement atténué, de 1-6(-9) cm de longueur sur 0,8–4,5 cm de large, couvertes de poils hirsutes blancs surtout sur le  revers, rendant la plante « collante ».
Les fleurs petites, verdâtres et sans corolle, sont groupées par 3 à 5 en petits glomérules à l’aisselle des feuilles. Les bractées sont soudées à la base.
Sur la même plante, on trouve trois types de fleurs:
1. fleurs femelles, situées en général au centre du glomérule
2. quelques rares fleurs mâles, à 4 étamines
3. de nombreuses fleurs hermaphrodites, entourées de bractées peu soudées à la base et d’un périgone à 4 lobes croissant en tube campanulé après la fécondation.

Le pollen qu’elles projettent est très allergisant.
La floraison va de d’avril à octobre.
Les fruits sont des akènes ellipsoïdes, de toute petite dimension (1–1,3 mm).

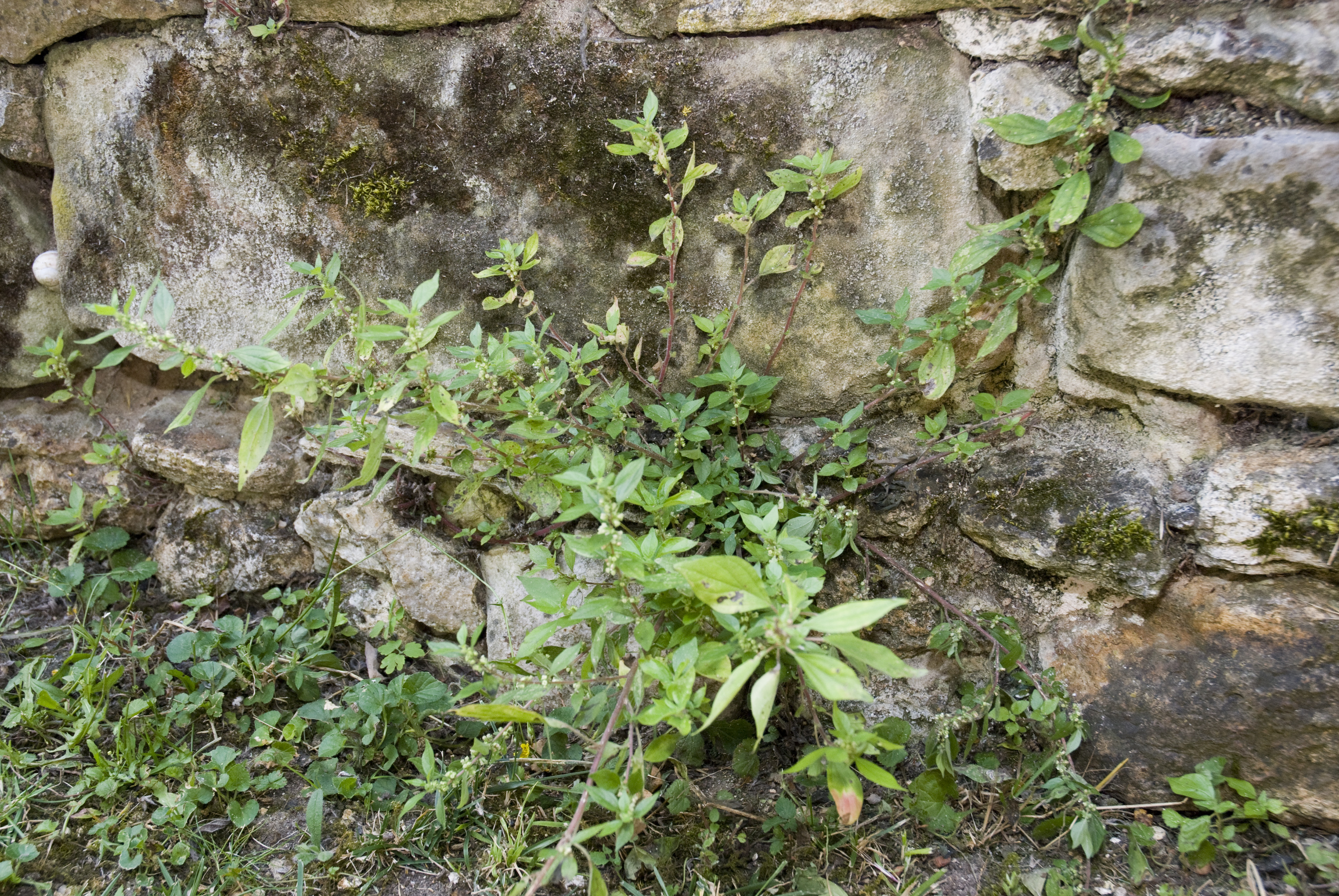
P. de Judée dans un vieux mur de Chateau-Thierry.
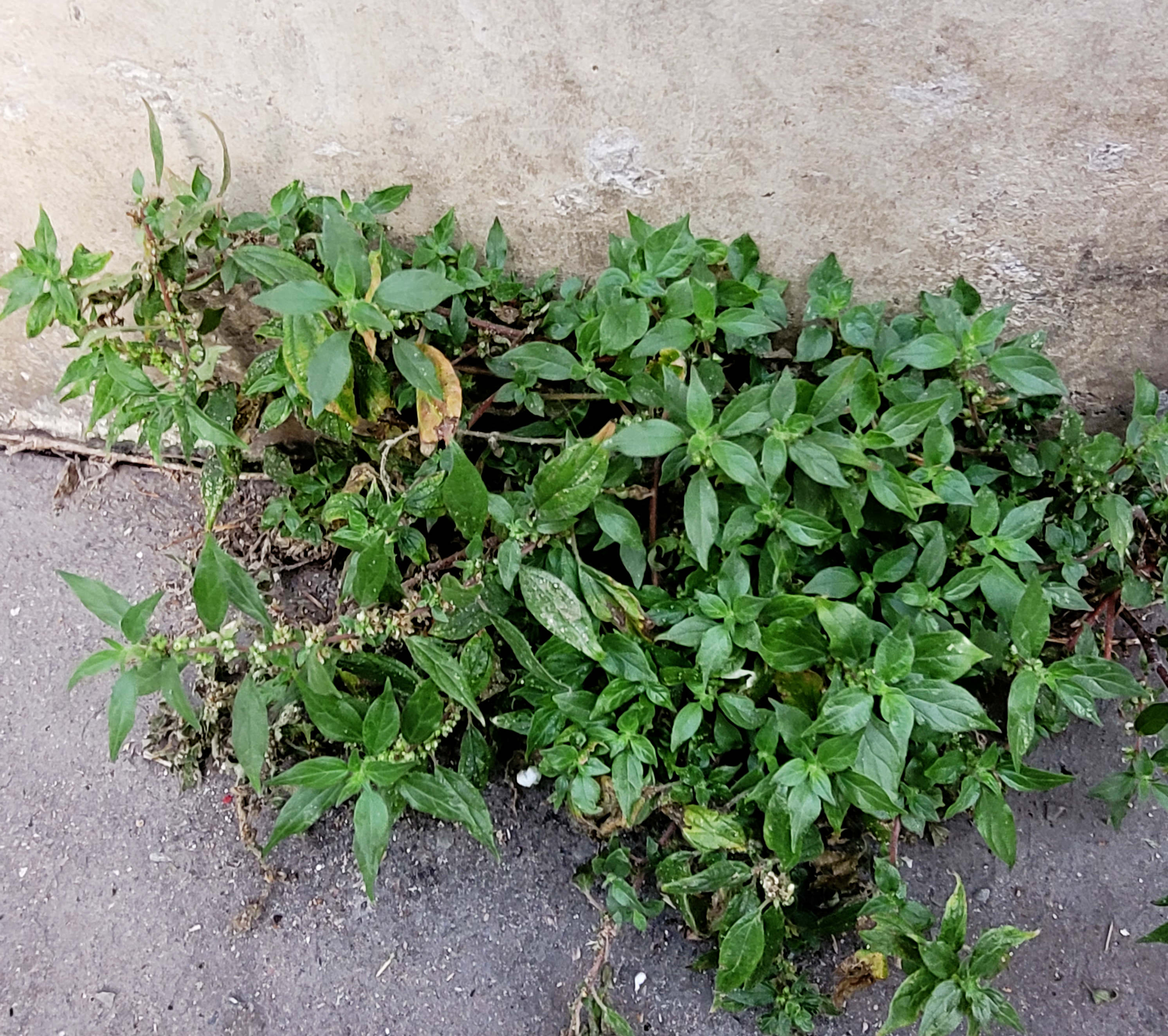
P. de Judée dans une rue de Paris 75005.
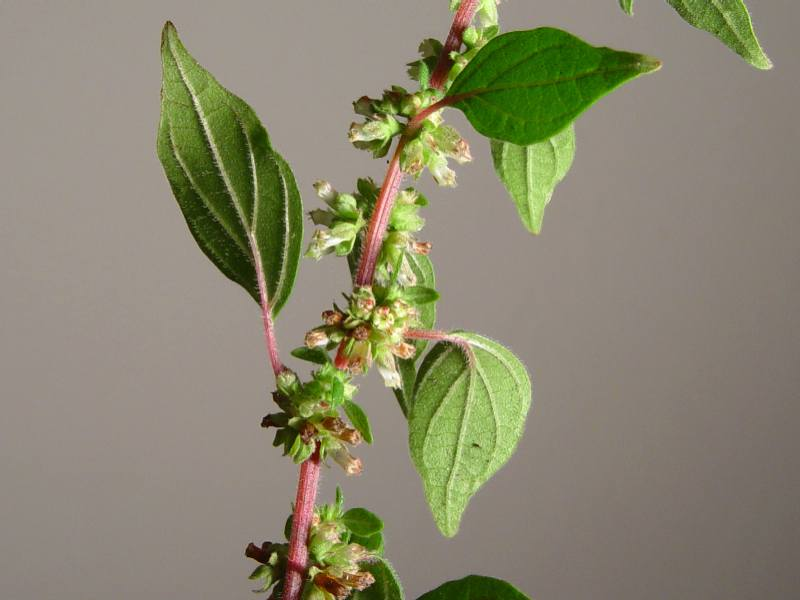
Tige.
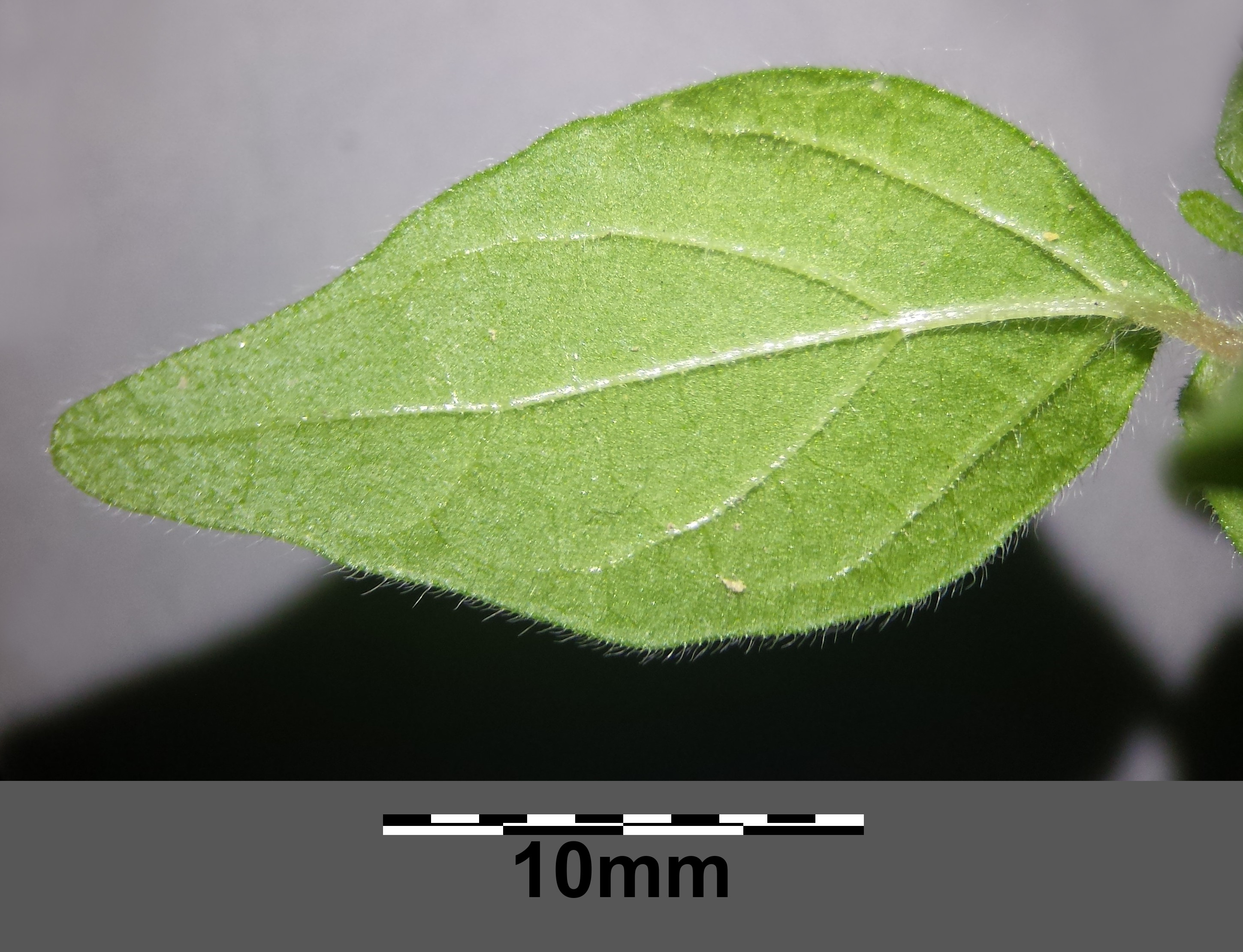
Revers de feuille.
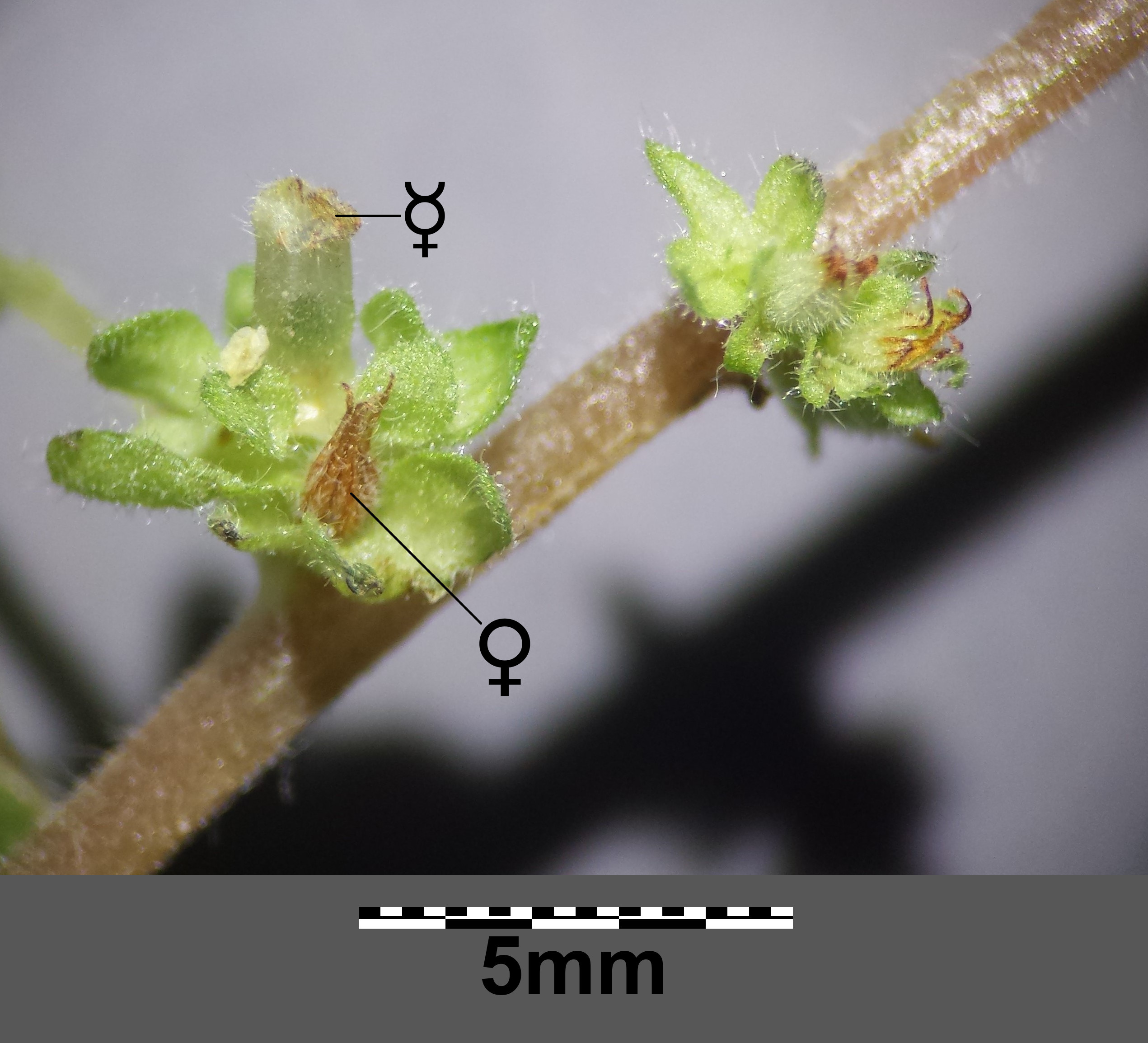
Fleurs.

## Distribution
Elle est originaire de:
- en Europe : Albanie, Baléares, Belgique, Bulgarie, Canaries, France, Allemagne, Grande-Bretagne, Grèce, Irlande, Italie, Pays-Bas, Portugal, Roumanie, Sardaigne, Sicile, Espagne, Suisse
- Asie occidentale : Est de l'Égée, Iran, Irak, , Kazakhstan, Kirghizistan, Liban, Syrie, Népal, Pakistan, Israël, Tadjikistan, Transcaucasie, Turquie, Turkménistan, Ouzbékistan, Himalaya occidental
- Afrique du Nord : Algérie, Égypte, Maroc, Tunisie, Yougoslavie

Elle a été introduite en : Argentine Nord-Est, Autriche, Californie, Chili Central, Tchécoslovaquie, Danemark, Finlande, Floride, Hongrie, Jamaïque, Louisiane, Michigan, New Jersey, Nouvelle-Galles du Sud, New York, Norvège, Pennsylvanie, Pérou, Australie-Méridionale, Suède, Texas, Uruguay, Victoria, Australie occidentale, Yémen.
Elle est commune dans pratiquement toute la France métropolitaine, Corse comprise. Son habitat privilégié correspond aux zones rudérales et délaissées, comme les vieux murs en pierres, les friches et les décombres, sur des sols globalement secs récemment remaniés ou fortement nitratés.

## Parietaria judaicaetParietaria officinalis
Les deux espèces se ressemblent mais peuvent être distinguées par les caractères suivants,:
| Caractères distinctifs |                                                      |                                            |
|                        | Pariétaire de Judée                                  | Pariétaire officinale                      |
| Distribution en France | partout                                              | plus rare, à proximité de l’eau, sous-bois |
| Port                   | touffe étalée, tiges couchées, ascendantes à érigées | à maturité, port plus haut, dressé         |
| Feuille                | 3-5 (-9) cm de long                                  | plus longues, de 3 à 12 cm                 |
| Tige                   | 1,5-3 mm de diamètre                                 | plus grosses, 3-6 mm                       |
| Bractées               | soudées                                              | non soudées à la base                      |

## Propriétés et utilisations

### Allergie
Dans tous les pays méditerranéens, le pollen de pariétaire est une des sources allergéniques extérieures la plus importante, avec un grand nombre de sujets présentant des prick tests positifs à la fois au pollen de Parietaria judaïca et au pollen de Parietaria officinalis. Elle est responsable de rhino-conjonctivites et d’asthmes sévères.

### Alimentation
La pariétaire riche en mucilage, tanins, flavonoïdes, calcium, nitrate de potassium, silice et soufre, se consomme intégralement. Les feuilles et tiges finement coupées peuvent être consommées crues en salade ou cuites, en gratin ou en soupe. Elle a tenu lieu d’aliment de disette à la première saison.

### Médecine traditionnelle
Dans les pharmacopées traditionnelles, elle était réputée pour ses propriétés astringentes, diurétiques, émollientes, et vulnéraires prescrite comme dépuratif et pour traiter certains problèmes urinaires et rénaux, et hépatiques.